# Dothiorella ulmi
Dothiorella ulmi är en svampart som beskrevs av Verrall & C. May 1937. Dothiorella ulmi ingår i släktet Dothiorella och familjen Botryosphaeriaceae.   Inga underarter finns listade i Catalogue of Life.